# グッドスマイルカンパニー
株式会社グッドスマイルカンパニー（英: Good Smile Company, Inc.、略称: GSC）は、日本のフィギュア・玩具会社。愛称は「グッスマ」。

## 概要
バンプレスト（現・BANDAI SPIRITS）で、子会社の芸能事務所ミューラスの担当者だった安藝貴範が、2001年のミューラス解散時に一部の所属タレントの受け皿として創業。当初はイベント運営会社・タレント事務所だった。資本金は仕事で付き合いのあったマックスファクトリー代表のMAX渡辺から借り、芸能関係の仕事も少ないためマックスファクトリーとの提携で食玩の企画・開発、釣具店・フィールドショップ「釣侍」の運営も行っていた（現在は資本関係は離れている）。看板タレントが脱退したことを機にホビー事業を事業の中核に据え、現在は玩具・フィギュアの企画・制作・製造・販売の他、アクセサリー・雑貨の企画・制作・製造・販売、玩具・フィギュア・雑貨・アクセサリーの販売請負なども行っている。なお、タカラトミーの関連商品なども手掛けている。
フィギュアは自社製品以外に代理店業務として、マックスファクトリー、アルター、FREEing、海洋堂（リボルテックSFOのみ）など各社の商品を扱っている。特にマックスファクトリーとは長らく補佐業務や販売請負を行ってきたことから関係は深く、ワンダーフェスティバルをはじめとする各種展示会・イベントにはマックスファクトリーと共同で出展しており、本社も2012年6月までは千葉県松戸市内に、同年7月からは東京スカイツリーイーストタワーの同一フロアに、2016年1月からは東京都千代田区の同一ビル内に置いている。
自社製品の開発や案内状況などを女性社員の目からアピールする形の「カホタンブログ（旧ミカタンブログ）」「あさのんブログ（現在は終了）」といった広報ブログを展開、関係するメーカーにも積極的にブログを保有させ、情報の広範囲にわたる発信を促してきた。「ユーザーと足並みを揃えた形」の経営方針は、MAX渡辺の「業界随一のホビー好き」が社内に浸透した所以とも言われている。
工業製品であるが、自動化が難しいフィギュアの品質を均一にするため安川電機とフィギュア塗装用ロボットを共同開発している。鳥取県倉吉市の楽月工場は月1万2,000体の製造能力を有しているが、売上の半分以上を占める海外向けの旺盛な需要に応えるため同市内に3倍の生産能力を有する第二工場を2025年より稼働させる計画である。

## 沿革
- 2001年（平成13年）5月 - 千葉県松戸市新松戸に有限会社グッドスマイルカンパニーを設立[3]。
- 2002年（平成14年）1月 - 玩具の企画・制作OEM業務開始[3]。
- 2003年（平成15年）11月 - アクセサリー事業部「dicokick」事業開始。
- 2004年（平成16年）9月 - 初の自社ブランドフィギュア「1/8朝倉音夢」発売。
- 2005年（平成17年）4月 - ホビー商材の自社流通開始。
- 2006年（平成18年）2月 - ねんどろいどのシリーズ展開開始。
- 2008年（平成20年）
  - 1月 - figmaのシリーズ展開開始。
  - 2月 - タレントマネジメント部門 ｢WHOOPEE」事業開始（2012年5月16日閉鎖）。
- 2010年（平成22年）
  - 3月 - 『ブラック★ロックシューター』を展開。
  - 8月 - ショールーム兼用カフェ「グッドスマイルカフェ」を開店（2012年5月31日閉店）。
- 2012年（平成24年）
  - 5月 - 株式会社に改組。
  - 7月 - 本社を東京都墨田区押上一丁目1番2号東京スカイツリーイーストタワー 17Fに移転。
- 2014年（平成26年）12月 - 鳥取県倉吉市の西倉吉工業団地に国内初の製造工場を新設（オンキヨーグループより賃借）[4][5]
- 2015年（平成27年）9月 - 有限会社未来検索ブラジルとの共同出資で、英語圏最大の匿名掲示板「4chan」を買収[6]。
- 2016年（平成28年）1月 - 本社を現在地に移転。
- 2020年（令和2年）10月 - 経営破綻したアクアマリンとイージーエイトの破産管財人から、『宝多六花 水着style』『ムーンキャンサー/BB（第二再臨）』など一部製品の開発権・発売権を譲受[7][8][9]。
- 2021年（令和3年）7月 - ブライスの製造・販売をタカラトミーから移管（ハズブロから許諾を受けて製造・販売を行い、プロデュースはクロスワールドコネクションズが継続）[10][11]。
- 2022年（令和4年）6月 - 4chanとの関係を清算[12]。
- 2024年（令和6年）
  - 9月 - フロントウイングラボと資本業務提携を締結し[13]、ノベルゲーム事業に参入[14]。
  - 12月 - ディー・エヌ・エーとの合弁会社「ディー・スマイル」を設立[15]。

- 2025年（令和7年）7月 - トイズキャビンの株式を取得してグループ傘下に加えたことを発表[16]。

## 4chanへの出資
グッドスマイルカンパニーは、ジャーナリストのJustin Lingが入手した契約書によると4chanの株を30%保有していた。2015年の4chan買収取引では、西村博之個人から80万ドル（約1億円）、西村が所有する企業から480万ドル（約6億4000万円）、グッドスマイルカンパニーから240万ドル（約3億2000万円）に及ぶ資金が4chanの買収に投じられた。グッドスマイルカンパニーがテロの温床となっている4chanを過去7年間240万ドル（約3億円）の投資で支え続けていたことが発覚している。これらの情報は2023年、2022年5月14日のバッファロー銃乱射事件での4chanの影響と責任を追及するNY州司法局の収集した資料を情報公開法によって入手された。
また、2022年には米国のテックカルチャー・メディア『WIRED』が西村、グッドスマイルカンパニー、ドワンゴが関連する機密保持契約の詳細が記された文書を入手している。4chanは米国での陰謀論やテロリズム、大量殺人事件の発信源とされており、2021年1月6日に発生した2021年アメリカ合衆国議会議事堂襲撃事件もきっかけは4chanとされている。
2023年4月10日、グッドスマイルカンパニーは声明で「当社は、4chanとパートナーシップ関係になく、4chanの経営、管理に影響力を有したこともない」と説明し、2022年6月までには限定的に関係を結んでいたがすでに解消し、それ以降4chanとの関係は一切有していないと関係性を否定。これらの報道について「他にも当社に関わる事実と異なる記載が複数記載されている。しかしながら、第三者との契約に基づく秘密保持義務により、個別の指摘は控える」とした。
同年、バッファローの銃乱射事件の遺族はその原因をつくったとして、メタ、アマゾン、アルファベット、Reddit、Snapchat、そして4chanとその出資会社グッドスマイルカンパニー、また銃器会社3社と犯人の両親に対して訴訟を起こした。

## グッスマ星人とぐま子
同社のイメージマスコットとして展開されるキャラクター。本来はグッスマ星人の方が公式のマスコットである。
ぐま子は2008年4月1日に公式ブログでエイプリルフールのジョークネタとして公開された「ぐっすまうどん」のマスコットキャラであり、グッスマ星人を女の子に着せたようなデザインをしている。ただし、うどん屋のマスコットという事もあって頭部から延びるツインテール（グッスマ星人の手がモチーフ）は実はうどんである。ぐま子は本来、エイプリルフールネタであったため4月1日限定仕様のはずであったが、社内外から好評を博し、結果的にそのままもう一つのマスコットキャラとして定着している。
なお、グッスマ星人フィギュアはグッドスマイルカンパニーの「名刺」としても用いられている（フィギュアメーカーとしてのアピール。ミカタンが主に用いるため「ミカタン名刺」とも呼ばれている）。

## 主な商品
- シュラキ・トリニティBOX - レッド・エンタテインメントとのコラボレーション企画。フィギュアとドラマCDなどがセットとなっている。
- ねんどろいど
- Harmonia - 『Harmonia bloom』と『Harmonia humming』のシリーズがある。
- figma - 企画・開発はマックスファクトリー。
- リボルテック - 企画・開発は海洋堂。
- MODEROID
- THE合体
- PLAMATEA
- VALKYRIE TUNE
- 1/1スケールトイ
- dicokick（アクセサリーブランド）
- ブラック★ロックシューター（アニメーション作品）
- actsta（アクスタ） - act・statueの意。
- Hint - ニッポン放送、Cerevoと共同開発したラジオ受信機。

## タレントマネジメント部門「WHOOPEE」
俳優・タレント・声優の育成やマネジメント、プロモーションを行なう部門として設立。2012年5月16日をもって閉鎖。

### 過去の所属タレント
- 宇野あゆみ
- 津嘉山祐
- 安井紀絵
- 阿部直生
- 伊藤駿佑
- 兼浦久典
- 久野美咲
- 半澤里奈
- 志村彩佳
- 鈴木理紗
- 松本真衣香
- 石田敏朗
- 中本順久
- 西小野竜希
- 竹内美優
- COON（業務提携）

## 作品一覧

### アニメ

#### グッドスマイルカンパニー
| 年     | タイトル                                      | アニメーション制作                             | 備考                       |
| ------ | --------------------------------------------- | ---------------------------------------------- | -------------------------- |
| 2008年 | ペンギン娘はぁと                              | ピクチャーマジック                             |                            |
| 2009年 | CANAAN                                        | P.A. Works                                     |                            |
| 2009年 | ティアーズ・トゥ・ティアラ                    | WHITE FOX                                      |                            |
| 2010年 | いちばんうしろの大魔王                        | アートランド                                   |                            |
| 2010年 | ブラック★ロックシューター                     | Ordet                                          | 幹事・ビデオグラム・商品化 |
| 2010年 | 探偵オペラ ミルキィホームズ                   | J.C.STAFF                                      |                            |
| 2011年 | DOG DAYS                                      | セブン・アークス                               |                            |
| 2011年 | 花咲くいろは                                  | P.A.WORKS                                      |                            |
| 2011年 | 異国迷路のクロワーゼ The Animation            | SATELIGHT                                      |                            |
| 2011年 | 僕は友達が少ない                              | AIC Build                                      |                            |
| 2011年 | 英雄伝説 空の軌跡 THE ANIMATION               | キネマシトラス                                 |                            |
| 2011年 | +チック姉さん                                 | TYOアニメーションズ バーナムスタジオ           |                            |
| 2012年 | 探偵オペラ ミルキィホームズ 第2幕             | J.C.STAFF アニメーションスタジオ・アートランド |                            |
| 2012年 | ブラック★ロックシューター（TVアニメ版）       | Ordet サンジゲン                               |                            |
| 2012年 | 戦姫絶唱シンフォギア                          | サテライト                                     |                            |
| 2012年 | ベルセルク 黄金時代篇                         | STUDIO 4℃                                      |                            |
| 2012年 | TARI TARI                                     | P.A.WORKS                                      |                            |
| 2012年 | うーさーのその日暮らし                        | サンジゲン                                     | 幹事・商品化               |
| 2012年 | DOG DAYS'                                     | セブン・アークス                               |                            |
| 2013年 | 僕は友達が少ないNEXT                          | AIC Build                                      |                            |
| 2013年 | D.C.III 〜ダ・カーポIII〜                     | 風見学園公式動画部                             |                            |
| 2013年 | 戦勇。                                        | Ordet ライデンフィルム                         |                            |
| 2013年 | 翠星のガルガンティア                          | Production I.G                                 |                            |
| 2013年 | あいうら                                      | LIDENFILMS                                     |                            |
| 2013年 | 幻影ヲ駆ケル太陽                              | AIC                                            |                            |
| 2013年 | ファンタジスタドール                          | フッズエンタテインメント                       |                            |
| 2013年 | 有頂天家族                                    | P.A.WORKS                                      |                            |
| 2013年 | 私がモテないのはどう考えてもお前らが悪い!     | SILVER LINK.                                   |                            |
| 2013年 | 戦姫絶唱シンフォギアG                         | サテライト                                     |                            |
| 2014年 | うーさーのその日暮らし 覚醒編                 | サンジゲン ライデンフィルム                    | 幹事・商品化               |
| 2014年 | そにアニ -SUPER SONICO THE ANIMATION-         | WHITE FOX                                      |                            |
| 2014年 | Wake Up, Girls! 七人のアイドル                | Ordet タツノコプロ                             |                            |
| 2014年 | Wake Up, Girls!                               | Ordet タツノコプロ                             |                            |
| 2014年 | キャプテン・アース                            | ボンズ                                         |                            |
| 2014年 | DRAMAtical Murder                             | NAZ                                            |                            |
| 2014年 | ヤマノススメ セカンドシーズン                 | エイトビット                                   |                            |
| 2014年 | テラフォーマーズ                              | LIDENFILMS                                     |                            |
| 2014年 | 天体のメソッド                                | 3Hz                                            |                            |
| 2015年 | DOG DAYS''                                    | セブン・アークス・ピクチャーズ                 |                            |
| 2015年 | 冴えない彼女の育てかた                        | A-1 Pictures                                   |                            |
| 2015年 | ニンジャスレイヤー フロムアニメイシヨン       | TRIGGER                                        |                            |
| 2015年 | 干物妹!うまるちゃん                           | 動画工房                                       |                            |
| 2015年 | うーさーのその日暮らし 夢幻編                 | サンジゲン                                     | 幹事・商品化               |
| 2015年 | Wake Up, Girls! 青春の影                      | Ordet ミルパンセ                               |                            |
| 2015年 | ワンパンマン                                  | マッドハウス                                   |                            |
| 2015年 | リトルウィッチアカデミア 魔法仕掛けのパレード | TRIGGER                                        |                            |
| 2015年 | Wake Up, Girls! Beyond the Bottom             | Ordet ミルパンセ                               |                            |
| 2016年 | 宇宙パトロールルル子                          | TRIGGER                                        | 幹事・商品化・配信         |
| 2016年 | 刀剣乱舞-花丸-                                | 動画工房                                       |                            |
| 2016年 | テラフォーマーズ リベンジ                     | LIDENFILMS TYOアニメーションズ                 |                            |
| 2017年 | リトルウィッチアカデミア                      | TRIGGER                                        |                            |
| 2017年 | 冴えない彼女の育てかた♭                       | A-1 Pictures                                   |                            |
| 2017年 | 時間の支配者                                  | project No.9                                   | ビデオグラム               |
| 2017年 | 活撃 刀剣乱舞                                 | ufotable                                       |                            |
| 2017年 | 干物妹!うまるちゃんR                          | 動画工房                                       |                            |
| 2017年 | Wake Up, Girls! 新章                          | ミルパンセ                                     |                            |
| 2018年 | 働くお兄さん!シリーズ                         | Tomovies                                       | 原作・幹事・商品化・配信   |
| 2018年 | グランクレスト戦記                            | A-1 Pictures                                   |                            |
| 2018年 | BEATLESS                                      | diomedéa                                       |                            |
| 2018年 | 続 刀剣乱舞-花丸-                             | 動画工房                                       |                            |
| 2018年 | ゴールデンカムイ                              | ジェノスタジオ                                 | 第一・二期                 |
| 2018年 | ヤマノススメ サードシーズン                   | エイトビット                                   |                            |
| 2018年 | ハイスコアガール                              | J.C.STAFF                                      | 商品化                     |
| 2018年 | BEATLESS Final Stage                          | diomedéa                                       |                            |
| 2018年 | RELEASE THE SPYCE                             | Lay-duce                                       |                            |
| 2019年 | 盾の勇者の成り上がり                          | キネマシトラス                                 |                            |
| 2019年 | ケムリクサ                                    | ヤオヨロズ                                     | スペシャルサンクス         |
| 2019年 | LAIDBACKERS-レイドバッカーズ-                 | Studio五組                                     | 商品化                     |
| 2019年 | ワンパンマン（第2期）                         | J.C.STAFF                                      |                            |
| 2020年 | くまクマ熊ベアー                              | EMTスクエアード                                |                            |
| 2020年 | ゴールデンカムイ（第三期）                    | ジェノスタジオ                                 |                            |
| 2022年 | 咲う アルスノトリア すんっ！                  | ライデンフィルム                               | 配信、海外                 |
| 2022年 | RWBY 氷雪帝国                                 | シャフト                                       |                            |
| 2022年 | くノ一ツバキの胸の内                          | CloverWorks                                    |                            |
| 2022年 | ゴールデンカムイ（第四期）                    | ブレインズ・ベース                             |                            |
| 2022年 | ヤマノススメ Next Summit                      | エイトビット                                   |                            |
| 2024年 | ぽんのみち                                    | OLM TEAM INOUE                                 |                            |
| 2024年 | HIGHSPEED Étoile                              | studio A-CAT                                   |                            |

#### グッドスマイルフィルム
| 年     | タイトル                                                         | アニメーション制作                  | 備考                                     |
| ------ | ---------------------------------------------------------------- | ----------------------------------- | ---------------------------------------- |
| 2018年 | こみっくがーるず                                                 | Nexus                               | 企画・プロデュース・音楽制作・宣伝       |
| 2018年 | 色づく世界の明日から                                             | P.A.WORKS                           | 企画・プロデュース・音楽制作・宣伝       |
| 2018年 | ゴブリンスレイヤー                                               | WHITE FOX                           | プロデュース・音楽制作・宣伝             |
| 2018年 | メルクストーリア -無気力少年と瓶の中の少女-                      | エンカレッジフィルムズ              | 企画・プロデュース・宣伝                 |
| 2019年 | 五等分の花嫁                                                     | 手塚プロダクション                  | 宣伝プロデュース                         |
| 2019年 | まちカドまぞく                                                   | J.C.STAFF                           | 宣伝プロデュース                         |
| 2019年 | コップクラフト                                                   | ミルパンセ                          | プロデュース                             |
| 2019年 | ノー・ガンズ・ライフ                                             | マッドハウス                        | 音響制作                                 |
| 2019年 | 浦島坂田船の日常                                                 | GAINAX京都                          | プロデュース                             |
| 2019年 | BLACKFOX                                                         | Studio 3Hz                          | 音楽制作                                 |
| 2020年 | ゴブリンスレイヤー -GOBLIN'S CROWN-                              | WHITE FOX                           | プロデュース・音楽制作・宣伝             |
| 2020年 | グレイプニル                                                     | PINE JAM                            | プロデュース・音楽制作                   |
| 2020年 | ノー・ガンズ・ライフ（第2期）                                    | マッドハウス                        | 音響制作                                 |
| 2020年 | 安達としまむら                                                   | 手塚プロダクション                  | 宣伝協力                                 |
| 2021年 | 裏世界ピクニック                                                 | LIDENFILMS FelixFilm                | 音楽制作                                 |
| 2021年 | 五等分の花嫁∬                                                    | バイブリーアニメーションスタジオ    | 製作協力                                 |
| 2021年 | たとえばラストダンジョン前の村の少年が序盤の街で暮らすような物語 | ライデンフィルム                    | プロデュース                             |
| 2021年 | 薄桜鬼 OVA                                                       | スタジオディーン                    | プロデュース                             |
| 2021年 | Fate/Grand Carnival                                              | Lerche                              | 企画・制作                               |
| 2021年 | 最果てのパラディン                                               | Children's Playground Entertainment | プロデュース・音楽制作                   |
| 2022年 | 失格紋の最強賢者                                                 | J.C.STAFF                           | プロデュース                             |
| 2022年 | 映画 五等分の花嫁                                                | バイブリーアニメーションスタジオ    | 制作プロデュース・宣伝プロデュース・催事 |
| 2023年 | 解雇された暗黒兵士（30代）のスローなセカンドライフ               | エンカレッジフィルムズ              | プロデュース                             |
| 2025年 | 9-nine- Ruler’s Crown                                            | ピー・アール・エー                  |                                          |

### ゲーム
2016年
- グランドサマナーズ（配信・プロデュース）

2019年
- 東京クロノス（商品化）

2020年
- 東方LostWord（配信）

2021年
- 咲う アルスノトリア（配信・プロデュース）

2025年
- KANADE
- ダークオークション
- ネコぱら ラブプロジェクトVol.1（配信・制作）

2026年
- COCORO
- ネコぱら セカイコネクト（配信・制作）

時期未定
- ストリームヒーロー!（配信・プロデュース）
- 魔法少女ノ因習村

### その他
2016年
- Thunderbolt Fantasy 東離劍遊紀（海外配信）

2017年
- 刀剣乱舞 おっきいこんのすけの刀剣散歩シリーズ（企画協力）

## モータースポーツ
ラリージャパン
2007年にラリージャパンに参戦したStreetLifeのメインスポンサーとなり、吉井崇博の運転するマシンにグッドスマイルカンパニーのロゴやイメージカラーなどをモチーフにしたカラーリングが施された。
SUPER GT
2008年より初音ミクのイラストをボディにあしらった痛車仕様のGT300マシンで参戦したStudie GLAD Racingのメインスポンサーとなり、2010年からは子会社のグッドスマイルレーシングがチームオーナーとなってこれを継承したチームで参戦している。また、2013年のJAFグランプリで行われた「レジェンドカップ」においては冠スポンサーとなり、2014年シリーズの第2戦からはシリーズスポンサーとなっている。

小林可夢偉
2010年8月27日F1ドライバーの小林可夢偉と個人スポンサー契約を発表した。当初の契約は同年の最終戦アブダビGPまでであったが、翌2011年もシリーズ最終戦まで契約を延長した。2010年の契約では小林のレーシングスーツに会社のロゴが記載されたが、2011年からはヘルメットに会社ロゴが記載される。
フォーミュラ・ニッポン/安田裕信
近藤真彦が代表・監督を務めるKONDO Racingと、フォーミュラ・ニッポンでの2012年シーズンのスポンサー契約を締結、マシンにロゴが記載される。同時にドライバーの安田裕信ともパーソナルスポンサー契約を行い、フォーミュラ・ニッポンやSUPER GT GT500クラスでのスポンサーとなる。
レッドブル・エアレース千葉
2015年5月16日、17日に初開催される同大会の開催に参画し、社長の安藝がエグゼクティブプロデューサーを務める。また上位3名に贈られるトロフィーのデザインも担当した。

## 関連・関係企業

### 関連会社
- 株式会社グッドスマイルレーシング
- 株式会社グッドスマイルロジスティクス&ソリューションズ
- 株式会社グッドスマイルフィルム
- 株式会社グッドスマイルアーツ
- 株式会社グッドスマイルパートナーズ[34]
- 株式会社ジュウロクホウイ[35]
- Ultra Tokyo Connection, LLC
- 良笑（上海）商貿有限公司（グッドスマイル上海）
  - 良笑塑美(上海) 文化艺术有限公司（グッドスマイルアーツ上海）[36]
- 株式会社ウルトラスーパーピクチャーズ
  - 株式会社サンジゲン
  - 株式会社トリガー
  - 株式会社ライデンフィルム
- 株式会社フロントウイングラボ

### 提携・関係会社
- 株式会社マックスファクトリー
  - 株式会社マックスグッドスマイルホールディングス[37]
- 株式会社ファット・カンパニー
- 株式会社ネイティブ
- 株式会社Gift
- 株式会社TRIKT
- 株式会社MAGES.
- 株式会社MEM
- 株式会社ハイチューブ

## 関連人物

### 役員
2024年9月現在。
代表取締役
- 安藝貴範（会長）
- 岩佐厳太郎（社長）

取締役

- 大沢淳子（専務）
- 秋山拓郎（常務）
- 上村貴夫
- 宇佐義大
- 酒井雅人
- 与謝野学（業務執行）
- 田中宏明（業務執行）
- 佐藤允紀（業務執行）

執行役員
- 清水憲忠

### その他
- MAX渡辺（マックスファクトリー代表）
- 西村博之（4chan管理人）